# Maurice Brillouet
Pour les articles homonymes, voir Brillouet.
Maurice Brillouet, né le 6 juin 1890 à Surgères, mort le 30 août 1979 à La Rochelle, est un homme politique français. Membre du Parti communiste français, il est maire de Surgères (1945-1947), conseiller général du canton de Surgères (1945-1949) et député communiste de la Charente-Maritime (1946-1951).

## Biographie
Après avoir été blessé au cours de la Première Guerre mondiale, Maurice Brillouet s'engage à l'Association républicaine des anciens combattants (ARAC), puis au parti communiste dans sa ville natale. Il est élu conseiller municipal de Surgères en 1925, conseiller d'arrondissement en 1937.
Il est déchu de ses fonctions en février 1940 et arrêté en mai 1940 puis interné sous l'Occupation à la prison de Saint-Martin-de-Ré, au camp du Sablon et au camp de Saint-Paul-d'Eyjeaux. Gravement malade, il est libéré en décembre 1941. Il participe à la Résistance à partir de septembre 1943 et devient responsable cantonal du Front national de Saint-Gaultier en mai 1944.
À la Libération, Maurice Brillouet est nommé puis élu en mai 1945 maire de Surgères, élu conseiller général en septembre 1945. Candidat aux élections aux Assemblées constituantes de 1945 et 1946, il est élu député de Charente-Maritime le 10 novembre 1946, second de la liste conduite par Georges Gosnat. Il siège à la Commission de la marine marchande et des pêches, à la Commission de la comptabilité, en 1947 à la Commission des finances, en 1948 à la Commission de la reconstruction et des dommages de guerre et, en 1949 à la Commission des boissons. Il propose des lois aménageant le régime fiscal des coopératives et des ostréiculteurs.
En raison de la loi des apparentements, seul Georges Gosnat garde son siège de député en Charente-Maritime aux élections législatives de 1951.

## Détail des fonctions et des mandats
Mandats locaux
- Maire de Surgères : 1945 - 1947.
- Conseiller d'arrondissement : 1937 - 1940.
- Conseiller général de Charente-Inférieure (canton de Surgères) : 1945 - 1949.

Mandat parlementaire
- 10 novembre 1946 - 4 juillet 1951 : député de la Charente-Maritime.